# Beishanodon
Beishanodon is een geslacht van uitgestorven eucynodonten uit het Vroeg-Trias van China. Het type en de enige soort is Beishanodon youngi.